# Студёновка (Рязанская область)
Студёновка — деревня в Шацком районе Рязанской области в составе Ольховского сельского поселения.

## Географическое положение
Деревня Студеновка расположена на Окско-Донской равнине на левом берегу реки Кашеляй в 8 км к юго-западу от города Шацка. Расстояние от деревни до районного центра Шацк по автодороге — 11 км.
К югу от деревни протекает река Кашеляй; к западу — ручей, на котором устроен пруд; к северу расположен небольшой лесной массив (Лес Старая Казачья Дача). Ближайшие населенные пункты — села Тюрино и Казачий Дюк.

## Население
| 1989 | 2010 | 2012 |
| ---- | ---- | ---- |
| 94   | ↘28  | ↘24  |

По данным переписи населения 2010 г. в деревне Студеновка постоянно проживают 28 чел. (в 1992 г. — 94 чел.).

## Происхождение названия
Топонимы Студеновка, Студенки, Студенец, неоднократно встречающиеся на территории Рязанской области, соотносятся с народным географическим термином «студенец» в значении «родник, ключ, колодец». Селение получало такое название или по наличию студенца (студенцов) в данной местности, или по одноименной речке, на дне которой имеются родники.

## История

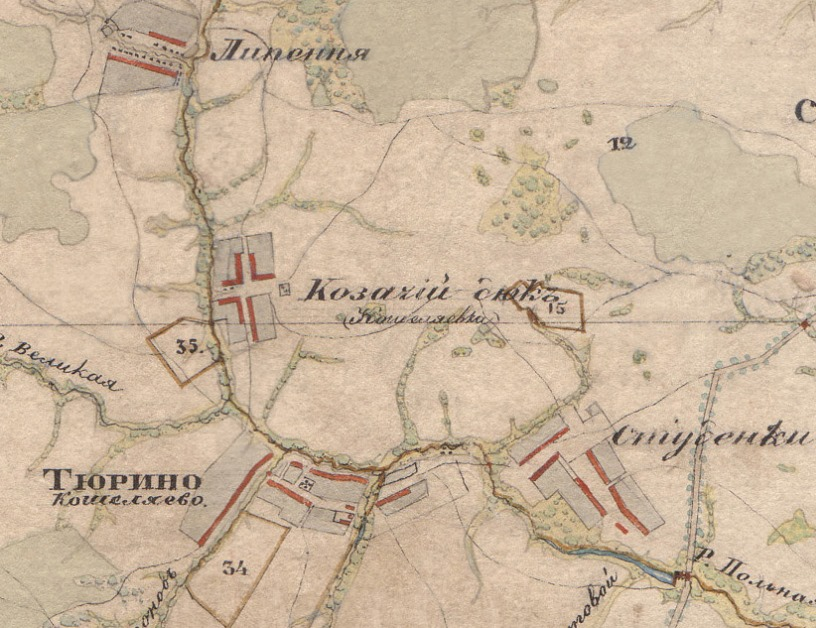
Деревня Студёновка и соседние поселения. Карта 1862 г.

Близ деревни Студеновка на берегу реки Кашеляй археологом Н. П. Милоновым в 1940 г. обнаружена стоянка первобытных людей эпохи неолита (6—4 тыс. до н.э.).
Деревня Студенки (ныне Студеновка) была основана в 1841 г. как выселки государственных крестьян-однодворцев из села Казачья Слобода. Всего из Казачьей Слободы переселилось 2387 жителей, из них 69 семей основали село Казачий Дюк, остальные — деревню Студенки.
К 1911 г., по данным А. Е. Андриевского, деревня Студенка относилась к приходу Архангельской церкви села Казачий Дюк и в ней насчитывалось 160 дворов, в которых проживало 620 душ мужского и 569 женского пола. В деревне имелась одноклассная смешанная церковно-приходская школа.
До 2017 г. деревня Студеновка входила в состав ныне упраздненного Тарадеевского сельского поселения.

## Галерея

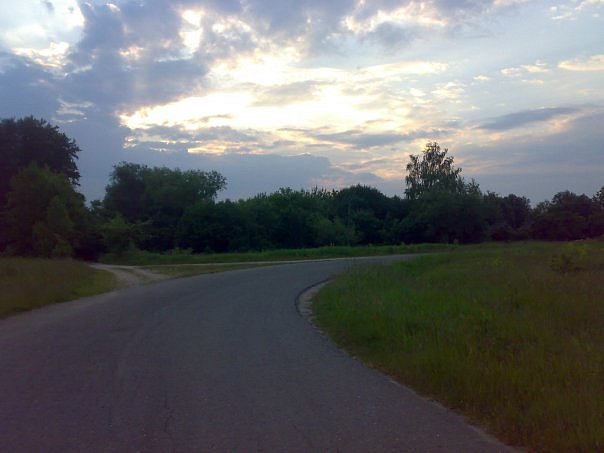
Ул. Центральная. Перекресток с ул. Запрудной. Фото 2013 г.
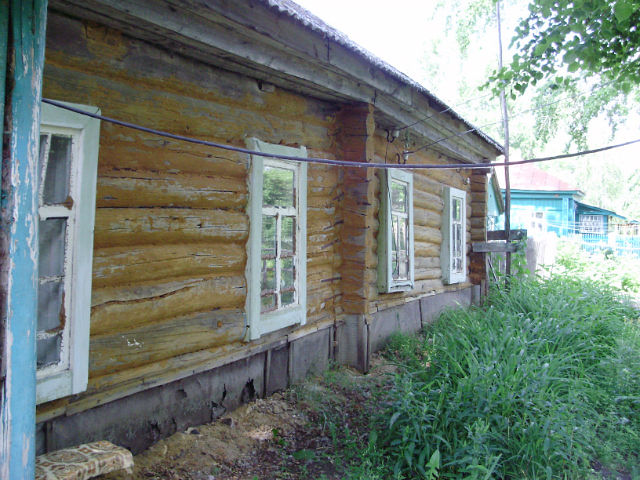
Ул. Запрудная. Жилой дом. Фото 2013 г.
Студеновский пруд. Фото 2013 г.